# مايكه فيتسل
مايكه فيتسل Maike Wetzel (ولدت في عام 1974) هي كاتبة ومخرجة أفلام ألمانية.

## حياتها
درست مايكه السينما في المعهد العالي للسينما في ميونخ, وأخرجت وكتبت سيناريوهات للعديد من الأفلام القصيرة والأفلام الوثائقية. وهي تقيم حاليا في برلين.
وبجانب عملها في إخراج الأفلام وكتابة سيناريوهات لها، فإن مايكه تكتب قصصا أدبية ومقالات صحفية في عدة صحف، منها صحيفة تسايت Zeit وصحيفة فاتس FAZ الألمانيتين.
وقد نالت العديد من الجوائز منها: جائزة بيتينا فون أرنيم في عام 1997, وجائزة أليجرا الأدبية في عام 1999, وجائزة الأدب التشجيعية من ولاية بافاريا الحرة في عام 2000,

## من أعمالها
- أيام طويلة 2003 (مجموعة قصصية)
- حفلات الزفاف 2000 (مجموعة قصصية)
- النرويج 2002 (فيلم قصير)
- حفلات الزفاف 2000 (فيلم قصير)
- ماركوس بينيلوبه 1995 (فيلم قصير)